# رفع مالي
يطلق الرفع المالي أو الرافعة المالية (بالإنجليزية: Leverage)‏ على أي اقتراض أو استخدام لأدوات مالية ينتج عنه تضخيم أثر الأرباح أو الخسائر على المستثمر، وفي الغالب يستخدم لوصف نسبة الاستدانة إلى حقوق الملكية في الشركات. فكلما زادت نسبة المديونية إلى حقوق الملكية زاد تأثير الرفع المالي على أرباح الشركة. ويمكن أيضا زيادة نسبة الرفع المالي باستخدام أدوات مالية أخرى مثل الخيارات المالية Options والعقود الآجلة Futures.
ويعود سبب استخدام هذا المصطلح إلى تشابه أثر الاقتراض على عوائد الشركة وطريقة عمل الرافعة لتحريك أجسام ثقيلة بمجهود أقل.

## أثر الرفع المالي
يبدو أثر الرفع المالي أكثر وضوحا في معدل العائد على حقوق الملكية (بالإنجليزية: Return on Equity)‏، ويمكن حصر تأثيره إلى ثلاث حالات:
- إذا حققت الشركة أرباحا وكان معدل العائد على الأصول (بالإنجليزية: Return on Assets)‏ أعلى من سعر الفائدة الذي تدفعه الشركة على قروضها، يتضخم العائد على حقوق الملكية كلما زاد معدل الرفع في رأسمال الشركة.
- إذا حققت الشركة أرباحا وكان معدل العائد على الأصول أقل من سعر الفائدة الذي تدفعه الشركة على قروضها، يتلاشى العائد على حقوق الملكية كلما زاد معدل الرفع في رأسمال الشركة.
- إذا حققت الشركة خسائر، تتضخم خسائر العائد على حقوق الملكية كلما زاد معدل الرفع في رأسمال الشركة.

## مخاطر الرفع المالي
تبين آخر حالتين المخاطر المترتبة على زيادة معدل الرفع المالي في الشركة، فبالإضافة إلى زيادة التزامات الشركة بسبب الفائدة على القروض، يعرض المستثمر أرباحه للتلاشي إذا لم يفوق معدل العائد على الأصول سعر الفائدة، أما في حالة تحقيق خسائر فيؤدي الرفع إلى مضاعفة خسائر المستثمر.

## إدارة المخاطر
عند استخدام الرافعة المالية، يجب عليك دائما أن تأخذ إدارة المخاطر بعين الاعتبار في بعض شركات التداول تتم حماية حسابك من الرصيد السالب، كما أن أوامر إيقاف الخسارة تساعدك على التقليل من الخطر.